# Victòria, Princesa Reial
|  | Per a altres significats, vegeu «Victòria del Regne Unit». |

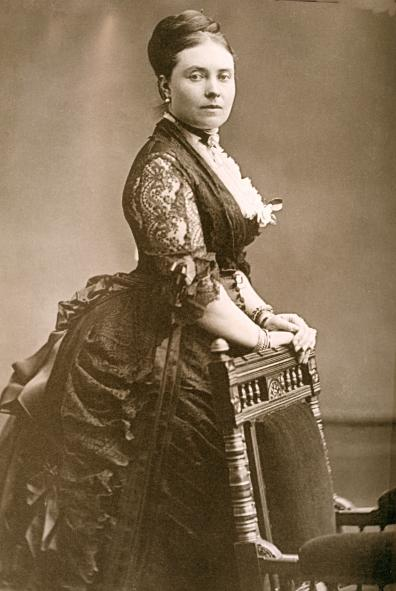
Victòria del Regne Unit

Princesa Victòria, Princesa Reial, reina de Prússia i emperadriu d'Alemanya (Londres 1841 - Castell Friedrichsdorf, actual Schlosshotel, Kronberg im Taunus 1901). La princesa reial Victòria fou la primera filla de la reina Victòria I del Regne Unit i sense cap mena de dubte la que assolí una posició més elevada a la vida en casar-se amb el príncep Frederic de Prússia que amb els anys assoliria el tron reial de Prússia i l'imperial d'Alemanya.

## Naixement i infància
La princesa reial Victòria era la filla primogènita de la reina Victòria I del Regne Unit i del príncep alemany Albert de Saxònia-Coburg Gotha. Nasqué el 21 de novembre de 1840 al Palau de Buckingham a Londres, en ser filla d'una reina rebé immediatament el títol de príncesa del Regne Unit amb grau d'altesa reial. Fins al 9 de novembre de 1841, dia en què nasqué el futur rei Eduard VII del Regne Unit fou considerada com a hereva presumpta de la seva mare.
L'educació de la jove princesa fou estretament vigilada pels seus pares. Victòria era intel·ligent, brillant i precoç, a diferència del seu germà Eduard. Abans dels cinc anys era capaç de llegir i aprengué a parlar francès amb la seva institutriu lady Lyttelton. Amb els anys estudià ciències, literatura, llatí i història, i aprengué a expressar-se a la perfecció en anglès, francès i alemany.

## Casament i descendència
La princesa reial era sense cap mena de dubtes la preferida dels seus pares que veien en ella una persona intel·ligent i bondadosa. L'any 1851 conegué al que seria el seu futur marit a la Gran Exposició de Londres de 1851, era el príncep Frederic de Prússia.
Frederic de Prússia procedia de la gèlida i militarista cort prussiana, fill del príncep hereu Guillem de Prússia i de la princesa Augusta de Saxònia-Weimar-Eisenach. La parella es comprometé l'any 1855 quan el jove príncep prussià visità Balmoral. El matrimoni tingué lloc a Londres, a la Capella Reial del Palau de Saint James l'any 1858. El matrimoni pensat com una aliança entre l'hegemònica Anglaterra i la creixent Prússia era, principalment, un projecte somiat pel príncep Albert que veia en el matrimoni la possibilitat d'unificar políticament Alemanya, a la vegada que permetre un gir liberal i democràtic al país. El matrimoni però, fou feliç i l'amor que es professaren els cònjuges quedà palès en nombroses ocasions.
El matrimoni tingué vuit fills:
- SM el kàiser Guillem II de Prússia. Nascut a Potsdam l'any 1859 i mort a Haus Doorn Països Baixos l'any 1941. Es casà amb la princesa Augusta Victòria de Slesvig-Holstein-Sondenburg-Augustenburg en primeres núpcies, i en segones amb la princesa Hermínia de Reuss.

- SAR la princesa Carlota de Prússia, nascuda a Potsdam el 1860 i morta a Berlín el 1919. Es casà amb el duc Bernat III de Saxònia-Meiningen.

- SAR el príncep Enric de Prússia nascut a Potsdam el 1862 i mort a Hemmelmark (Slesvig-Holstein) el 1929, es casà amb la princesa Irene de Hessen-Darmstadt l'any 1888.

- SAR el príncep Segimon de Prússia, nascut a Potsdam el 1864 i mort el 1866.

- SAR la princesa Victòria de Prússia, nascuda a Potsdam el 1866 i morta a Bonn el 1929. Es casà en primeres núpcies amb el príncep Adolf de Schaumburg-Lippe i en segones amb el rus exiliat Alexander Zoubkov.

- SAR el príncep que nasqué a Potsdam el 1868 i morí el 1878.

- SAR la princesa Sofia de Prússia que nasqué a Potsdam el 1870 i morí a Frankfurt el 1932. Es casà amb el rei Constantí I de Grècia el 1892.

- SAR la princesa Margarida de Prússia, nascuda a Potsdam el 1872 i morta a Kassel el 1954. Es casà amb el landgravi Frederic Carles de Hessen-Kassel el 1893.

## Princesa hereva de Prússia
L'any 1861 esdevingué princesa hereva de Prússia juntament amb el seu marit. A partir d'aquest moment, en què apareix el canceller Otto von Bismarck i es consolida la figura del kaiser Guillem I de Prússia que la cort prussiana es torna insuportable per la princesa britànica. Es constituïren dos blocs, un primer bloc encapçalat pel kàiser Guillem I de Prússia, per la seva esposa, pel canceller i pels prínceps Guillem II de Prússia, Carlota de Prússia i Enric de Prússia d'idees conservadores, molt religiosos i partidaris de l'antic ordre. Contra aquest bloc se situaren els prínceps hereus i les seves tres filles petites Victòria de Prússia, Sofia de Prússia i Margarida de Prússia de caràcter més liberal, democràtic i anglòfil.
La cort dividida arribà a quotes d'enemistat importants, fins i tot molts fills de la princesa li donaren l'esquena, es dedicaren a criticar-la i a fer-li l'existència insuportable, aquest fet s'observà arran de la malaltia de Frederic de Prússia. Frederic decidí visitar-se per un metge anglès la qual cosa despertà la ira dels seus pares i dels seus fills grans que arribaren a impedir-ho i feren irreversible la mort de l'anomenat kàiser dels cent dies.

## Emperadriu Frederic de Prússia
L'any 1888 i durant només tres mesos ocupà junt amb el seu marit els trons de Prússia i Alemanya. Al juny de 1888, Frederic III de Prússia moria d'un càncer de laringe. Victòria es veié sola i desemparada contra la fúria del seu fill que encerclà el castell dels seus pares perquè cap document oficial fos enviat al Regne Unit. La mort del seu espòs feu que Victòria es dediqués a viatjar i a visitar diferents corts europees més assíduament, com la grega, l'anglesa o l'austríaca. Morí al castell de Frederichschloss l'any 1901, vuit mesos abans que la seva mare la reina Victòria I del Regne Unit, aquesta quan ho sabé digué, "Quina reina, però sobretot quina gran dona s'ha mort".